# 口吉川町東中
口吉川町東中（くちよかわちょうひがしなか）は、兵庫県三木市にある大字。旧・美嚢郡口吉川村大字東中。郵便番号は673-0731。

## 地理
口吉川地区の西側に位置している。元々は中村であり、集落の増加により分離して、東中村になった。由来は分離する前の中村の東側に位置していたことから名付けられた。東側は口吉川町桾原・西側は口吉川町西中・南側は口吉川町馬場、口吉川町東・北側は加東市大畑と接する。

## 蛇が池の伝説
- 779年に大干ばつがあり、藤田剛の中島の里に当時居住していた上皇が八大竜王社に宣明して雨を降らしていて、住民を救ったことによるものである。[4]

## 歴史
- 1954年6月1日 - 三木市を新設し、三木市口吉川町東中になる。

### 字域の変遷
| 実施前                 | 実施年       | 実施後             |
| ---------------------- | ------------ | ------------------ |
| 美嚢郡口吉川村大字東中 | 1954年6月1日 | 三木市口吉川町東中 |

## 世帯数と人口
2022年（令和4年）2月28日現在の世帯数と人口は以下の通りである。
| 町丁         | 世帯数 | 人口  |
| ------------ | ------ | ----- |
| 口吉川町東中 | 56世帯 | 121人 |

## 小・中学校の学区
市立小・中学校に通う場合、学区は以下の通りとなる。
| 番地 | 小学校               | 中学校             |
| ---- | -------------------- | ------------------ |
| 全域 | 三木市立口吉川小学校 | 三木市立星陽中学校 |

## 交通

### 鉄道
地内には鉄道は通っていない。

### バス
- 神姫バス
- みっきぃバス

### 道路
- 兵庫県道20号加古川三田線

## 施設
- オリエンタルゴルフクラブ
- 八幡神社